# USS Wasp (1813)
USS Wasp – amerykański slup wojenny typu Wasp, który wszedł do służby w 1814. Była to piąta jednostka w historii US Navy nosząca to imię.

## Historia
Po wybuchu wojny z Wielką Brytanią w czerwcu 1812 rząd Stanów Zjednoczonych wprowadził w życie program wzmocnienia floty, przewidujący budowę szeregu nowych okrętów. Za projekt slupów typu Wasp odpowiedzialny był William Doughty. Projekt przewidywał budowę silnie uzbrojonych jednostek mniejszych od fregat.
Wodowanie USS „Wasp” miało miejsce w stoczni Cross i Merril w Newburyport w stanie Massachusetts w roku 1813. Okręt wszedł służby na początku roku 1814. Początkowo „Wasp” nie mógł wyjść w swój pierwszy rejs z powodu blokady portów przez okręty Royal Navy. Pod koniec kwietnia 1814 sztorm spowodował oddalenie się od portu Portsmouth (stan New Hampshire) brytyjskich patroli i „Wasp” wyszedł w morze. Okręt skierował się w rejon zachodniego wyjścia z kanału La Manche, gdzie miał atakować brytyjskie statki handlowe. Okręt w ciągu kilku tygodni zdobył w tym rejonie 14 statków handlowych. 28 czerwca 1814 doszło do walki z 18 działowym brygiem HMS „Reindeer”, który udało się zdobyć i zatopić. Po uzupełnieniu zapasów we francuskim porcie Lorient 27 sierpnia okręt wypłynął w kolejny rejs i w krótkim czasie zdobył kolejne 3 statki handlowe. 1 września 1814 „Wasp” napotkał 3 brytyjskie slupy, z których jeden, HMS „Avon”, po krótkiej walce został zatopiony.
USS „Wasp” ostatni raz był widziany 21 września 1814 na środkowym Atlantyku. Okręt prawdopodobnie zatonął w sztormie. W tym samym miejscu i czasie zaginął także brytyjski bryg HMS „Crane”.

## Opis
USS „Wasp” był trójmasztowym slupem (korwetą) o konstrukcji drewnianej. Kadłub o konstrukcji gładkopokładowej, całe uzbrojenie przenosił na jednym odkrytym pokładzie. Dzięki takiemu rozwiązaniu okręt charakteryzował się większą prędkością i lepszą statecznością, co pozwalało na skuteczniejsze użycie artylerii w różnych warunkach pogodowych.